# دانکن آرمسترانگ
دانکن آرمسترانگ (به انگلیسی: Duncan Armstrong) (زادهٔ ۷ آوریل ۱۹۶۸) شناگر اهل استرالیا است.